# Cryptochiton stelleri
Cryptochiton stelleri là loài lớn nhất lớp Polyplacophora, đạt đến chiều dài 36 cm (14 in) và nặng hơn 2 kg (4,4 lb). Nó được tìm thấy dọc theo các bờ biển miền bắc Thái Bình Dương từ Trung California đến Alaska, qua quần đảo Aleut đến bán đảo Kamchatka và về phía nam đến Nhật Bản. Nó sinh sống ở vùng gian triều và cận triều tại những bãi biển gồ ghề sỏi đá.
Như các loài cùng lớp, đây là một loài động vật thân mềm có tám miếng vỏ giáp nằm dọc theo phần lưng. Nhưng không như nhiều loài khác, vỏ của C. stelleri hoàn toàn bị che khuất dưới lớp da, mà thường có màu nâu đỏ, nâu, hay đôi khi cả cam.

## Tên gọi
Danh pháp khoa học Cryptochiton stelleri có nghĩa ốc song kinh được che giấu của Steller. "Steller" là nhà động vật học người Đức thế kỷ 18 Georg Wilhelm Steller, người đã mô tả nhiều động vật miền duyên hải bắc Thái Bình Dương. "Được che giấu" xuất phát từ việc tám mảnh vỏ được "giấu" dưới da. Nhiều danh pháp khoa học cho các loài ốc song kinh xuất phát từ bề ngoài hoặc đặc điểm của vỏ.

## Mô tả và vòng đời

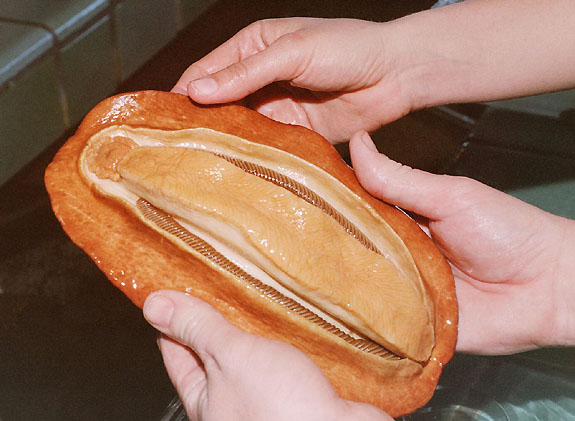
Mặt dưới của một con Cryptochiton stelleri còn sống.

Mặt dưới C. stelleri có màu vàng hoặc cam và bao gồm một chân lớn tương tự các động vật thân mềm khác như ốc sên, với mang nằm trên một rãnh cạnh rìa ngoài của chân. Chúng thường bám trên đá, di chuyển chậm chạp để tìm thức ăn là tảo, thứ mà chúng cạo ra từ đá nhờ một "radula" có thể co rụt, được bao phủ những hàng răng bịt magnetit. Chúng còn ăn rau diếp biển và tảo bẹ khổng lồ. Là một loài sống về đêm, C. stelleri thường chỉ kiếm ăn trong đêm và tìm chỗ lẫn trốn vào ban ngày – dù vào những ngày nhiều sương chúng hay xuất hiện trong các vũng thủy triều hay bò trên đá.
Loài này có thể sống đến 40 năm. Chúng có ít kẻ thù tự nhiên, phổ biến nhất nhất là Ocenebra lurida – dù kẻ thù này cũng chỉ có thể ăn phần da ngoài. Có thể xem O. lurida là thiên dịch duy nhất của C. stelleri, dù sao biển Pisaster ochraceus, vài loài bạch tuộc, và rái cả biển cũng là các kẻ thù tiềm năng.
Người ta đã quan sát thấy nhiều động vật nhỏ sống trong mang của C. stelleri; mối quan hệ này được xem là mang tính hội sinh: không có lợi cũng không có hại. Một nhà nghiên cứu nhân thấy rằng một phần bốn số cá thể C. stelleri mang trên mình Arctonoe vittata, một loài giun đốt vàng nhạt đạt chiều dài đến 10 cm (3,9 in). Opisthopus transversus, một loài cua nhỏ, đôi khi cũng xuất hiện trong mang.

## Quan hệ với con người

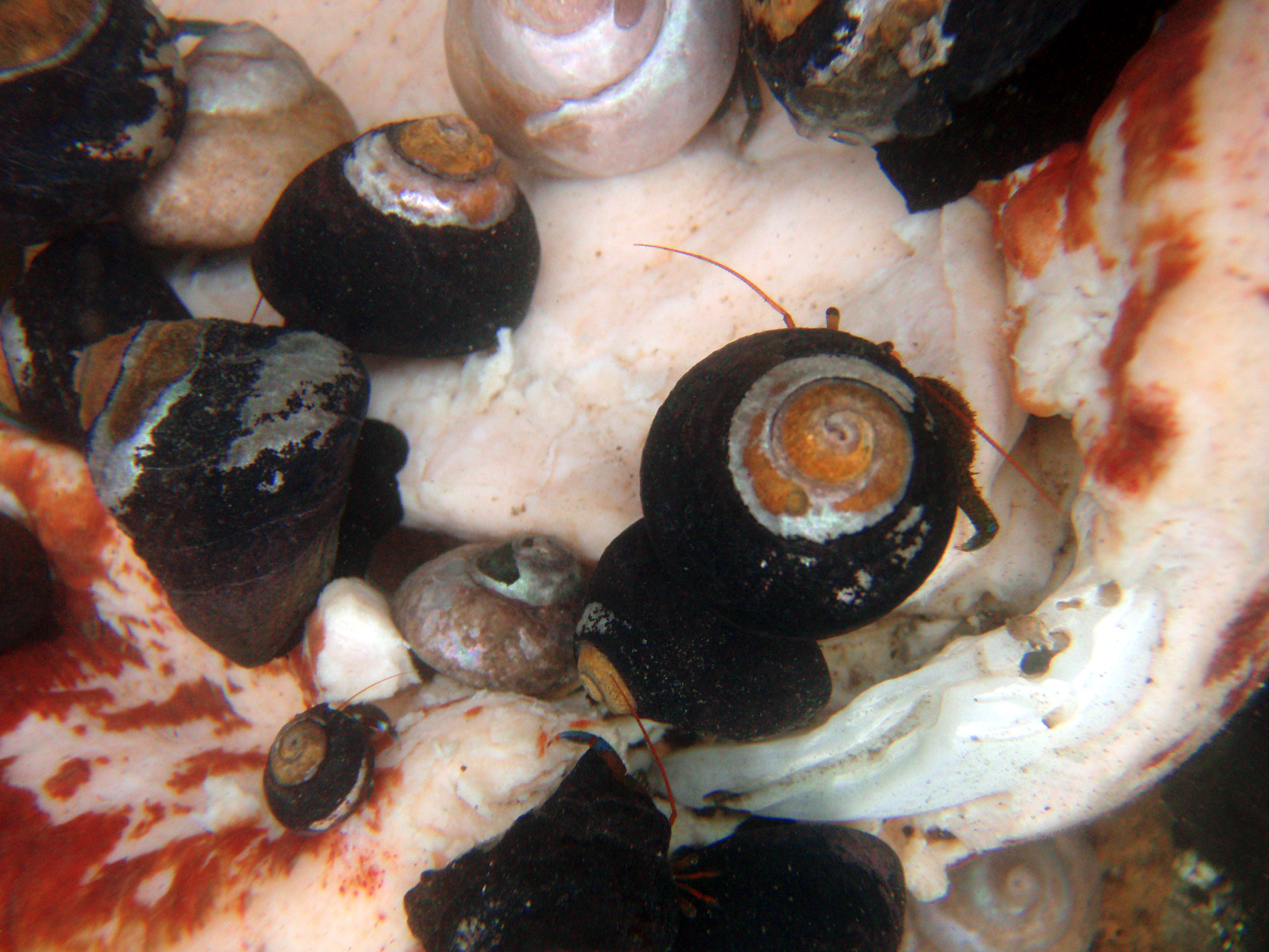
Cua ẩn sĩ và Tegula funebralis trên một con Cryptochiton stelleri đã chết, trong một vũng thủy triều ở California.

Thịt C. stelleri ăn được. Các thổ dân châu Mỹ, và người Nga tại đông nam Alaska dùng nó như một người thức ăn. Tuy vậy, chúng thường bị xem là không ngon vì thịt nó quá dai.